# Death Disco
Death Disco é uma série japonesa de mangás de Atsushi Kaneko. No Japão, ela foi serializada pela editora Kadokawa de fevereiro de 2014 até fevereiro de 2018.
No Brasil a série foi licenciada pela DarkSide Books em 2019, que já publicou, até 2022 quatro volumes.

## Enredo
Em um mundo sombrio e violento existe a Guilda, um tipo de sindicado que conta com uma legião de matadores excêntricos e fantasiados, chamados Ceifadores, classificados de acordo com os serviços prestados. Eles competem entre si, por meio de mortes cada vez mais estapafúrdias, de maneira a ganhar notoriedade e respeito dentro da Guilda.
Entre os ceifadores se destaca a Deathco, uma jovem sinistra, sempre acompanhada de seu morcego. Apesar de seus trejeitos infantis e de estar na adolescência, Deathco é violenta, instável e mal educada inclusive com seus apoiadores. Ela odeia o mundo em que vive e a maioria das pessoas ao seu redor, estando disposta a usar qualquer ferramenta para mudar as coisas de que não gosta. Valendo-se de instrumentos mortais que ela mesma constrói, Deathco gosta de ir à caça nas noites escuras.

## Simbolismo
Valendo-se da ultraviolência e da sátira com o traço tradicional japonês, o mangá é uma fantasia de terror com elementos do gótico e do underground europeu e norte-americano. Kaneko mistura a estética punk com a do rock para compôr personagens inusitados e uma construção narrativa em velocidade acelerada.

## Principais personagens
- Deathco: uma adolescente que se veste de maneira infantil e tem um desejo insano de matar. Odeia o mundo, odeia as pessoas ao seu redor e fica instável quando não pode matar. Usa maquiagem branca com os olhos delineados de preto no rosto, sempre acompanhada de seu morcego de estimação e de equipamentos bizarros para matar de forma sempre excêntrica. Depois de matar e se divertir em suas missões, ela desmaia e precisa ser resgatada.

- Madame M: de cabelos presos e óculos de aros grossos, ela mora em um antigo castelo de pé em um penhasco. Foi uma ceifadora de grande habilidade no passado, mas após uma perda dolorosa no passado, ela se afundou na depressão. Vive cercada de comida de fastfood e lixo e tem dificuldade de se locomover devido ao peso. Ainda é vista como uma lenda entre os ceifadores. Deathco mora no mesmo castelo.

- Lee: motorista responsável por levar e, especialmente, trazer Deathco de suas missões. Lee serve à Madame M e já trabalhou com ela antes, matando para a Guilda, onde também agia como seu motorista.

## Publicações
| Número | Lançamento original     | Lançamento no Brasil   |
| ------ | ----------------------- | ---------------------- |
| 1      | 6 de novembro de 2014   | 1 de outubro de 2020   |
| 2      | 9 de março de 2015      | 15 de dezembro de 2020 |
| 3      | 5 de novembro de 2015   | 4 de novembro de 2021  |
| 4      | 6 de junho de 2016      |                        |
| 5      | 24 de dezembro de 2016  |                        |
| 6      | 24 de junho de 2017     |                        |
| 7      | 10 de fevereiro de 2018 |                        |